# FSV 02 Schwerin
Der FSV 02 Schwerin (vollständiger Name: Frauensportverein 02 Schwerin e. V.) ist ein Frauenfußballverein aus Schwerin. Die erste Mannschaft spielt in der viertklassigen Verbandsliga Mecklenburg-Vorpommern und nahm siebenmal am DFB-Pokal teil.

## Geschichte
Der Verein geht auf die Sektion Frauenfußball der BSG Aufbau Schwerin zurück, die 1985 zum ersten und einzigen Mal an der Bestenermittlung teilnahm. Unter dem Namen FC Eintracht Schwerin gelang im Jahre 2000 der Aufstieg in die damals zweitklassige Regionalliga Nordost und erreichte in der Aufstiegssaison Platz fünf. Am 30. April 2002 machte sich die Abteilung Frauenfußball des FC Eintracht als FSV 02 Schwerin eigenständig.
Gleich in der ersten Saison unter dem neuen Namen wurde mit Platz drei die beste Platzierung der Vereinsgeschichte erreicht. Ein Jahr später verpasste die Mannschaft die Qualifikation für die neu geschaffene 2. Bundesliga und musste 2006 in die Verbandsliga absteigen. Im Jahre 2007 verpasste der FSV in den Aufstiegsspielen gegen den 1. FC Lübars den Wiederaufstieg. Dieser gelang ein Jahr später, doch die Schwerinerinnen mussten prompt wieder absteigen.
Siebenmal nahm der Verein am DFB-Pokal teil und schied jedes Mal bereits in der ersten Runde aus. Am knappsten war es in der Saison 2002/03, als der FSV dem Halleschen FC mit 1:2 unterlag. Die höchste Niederlage gab es in der Saison 2007/08, als die Mannschaft gegen den Herforder SV mit 2:9 verlor.

## Erfolge
- Meister der Verbandsliga Mecklenburg-Vorpommern 2000, 2007, 2008, 2010, 2015, 2018[1]
- Mecklenburg-Vorpommern-Pokalsieger 1999, 2001, 2002, 2003, 2007, 2008, 2014

## Stadion
Heimspielstätte ist das Stadion am Lambrechtsgrund mit einer Kapazität von 10.000 Plätzen.